# Teófilo Castillo Guas
Teófilo Castillo Guas (Carhuaz, Áncash, 2 de octubre de 1857 - Tucumán, Argentina, 7 de diciembre de 1922) fue un pintor, crítico de arte y fotógrafo peruano. Representante del academicismo pictórico peruano, estuvo influenciado por el impresionismo. Fue padre de Carlos Aitor Castillo, que destacó también como pintor.

## Biografía

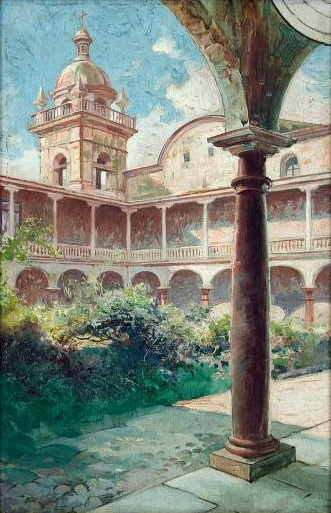
El viejo San Carlos (1912) por Teófilo Castillo, representando el interior de la Casona de la Universidad de San Marcos. Pintura actualmente bajo custodia del Museo de Arte de Lima.

Teófilo Castillo nació en Carhuaz, en 1857. Fue hijo de Juan Amancio Castillo Lossa y Petronila Guas y Pardo de Figueroa, hija del coronel colombiano Pedro Guas, vencedor de Ayacucho.
Sus padres se instalaron en Lima en 1861 y años después le matricularon en el Seminario de Santo Toribio. Uno de sus maestros, al ver que destacaba en dibujo y pintura, sugirió a sus padres que lo enviaran a Europa para que perfeccionara su arte.
En 1883 emprendió viaje a Europa. Recorrió Francia,  Italia y Bélgica, países donde contactó con la producción magistral de arte. Hizo copias y bocetos de las pinturas de los museos que visitaba. En Italia visitó Florencia, Venecia, Nápoles y Roma.
En 1887 envió al Perú quince de sus pinturas para ser expuestas en la Biblioteca Nacional. Una de ellas era El Manchaypuito, inspirada en una de las Tradiciones peruanas de Ricardo Palma. Otros cuadros suyos evocaban las épocas prehispánica y colonial, destacándose por su gracia y vivacidad, recordando el estilo de Jean-Antoine Watteau.
En 1888 emprendió el viaje de regreso a su patria, pero al hacer su barco una escala en Buenos Aires, conoció a la española María Gaubeka, con quien decidió casarse. Optó entonces por quedarse en la capital argentina, donde trabajó como fotógrafo y pintor.
En 1906 volvió a Perú para abrir su propio taller, que instaló en Barrios Altos, en la Quinta Heeren, donde también impartió lecciones.
En 1908 viajó a España, y al regresar a Perú, trabajó como pintor y crítico de arte. Tuvo a su cargo la dirección artística de las revistas Prisma, La Ilustración Peruana y Variedades, donde presentó reproducciones en tres colores (tricromías) de sus principales obras.
Entre 1917 y 1918 realizó un viaje por el sur andino peruano y las repúblicas de Bolivia, Chile y Argentina. A partir de dicha travesía, publicó una serie de veintiséis ensayos en la revista Variedades, a la cual denominó «En viaje. Del Rímac al Plata».
Con mucho entusiasmo promovió la fundación de la Escuela Nacional de Bellas Artes de Lima, y aun propuso a Daniel Hernández como el más autorizado para dirigirla; pero no fue convocado para integrar la plantilla de profesores y, desengañado, abandonó su país en 1920.
Se estableció en Tucumán, donde fue catedrático de dibujo y pintura en la escuela dependiente de la Universidad de Tucumán. Dirigió también la revista Sol y Nieve hasta su fallecimiento.
En Tucumán pintó su último gran lienzo histórico, en el cual aparece representado el general Manuel Belgrano presentando la bandera argentina al Congreso de Tucumán en 1816. Esta obra lleva el título de Evocación histórica y fue adquirida por el gobierno argentino por 20.000 pesos.

## Obras

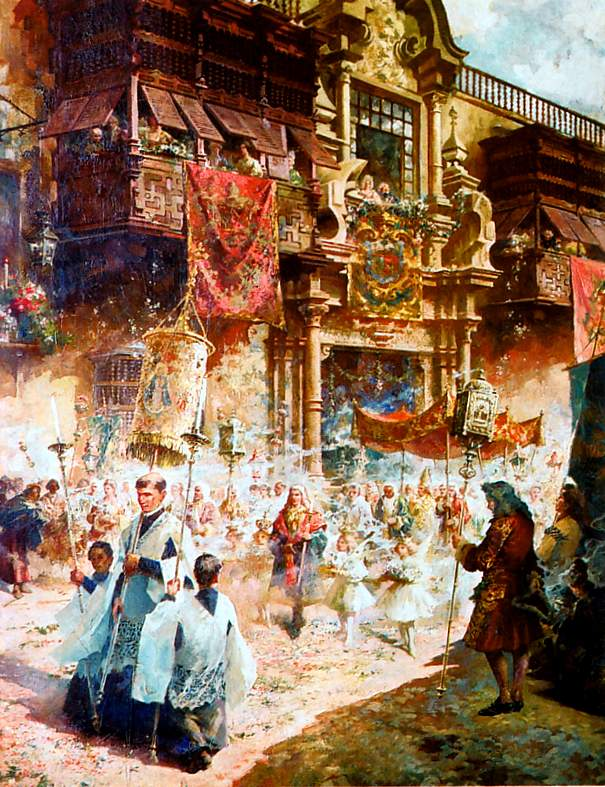
La Procesión del Corpus Christi. Pinacoteca del Ministerio de Relaciones Exteriores del Perú.

Se destacó por sus lienzos de evocación virreinal, inspirados en episodios de las Tradiciones peruanas de Ricardo Palma, que realizó con pincel rápido, gran colorido, en los que vibran los personajes y las multitudes en las procesiones, entre marrones y rosados, verdes y azules. Aunque también recreó el Antiguo Perú y los paisajes peruanos.
Entre sus lienzos destacamos los siguientes:
- Asesinato de Francisco Pizarro (1904)
- Conversión de la Magdalena (1905)
- El pleito de las calesas (1912)
- El viejo San Carlos (1912)
- Los funerales de Santa Rosa (1918)
- La Procesión del Corpus Christi (1919)
- La hija de la virreina (1920)
- El sarao